# Astroscopus
Genre
Astroscopus est un genre de poissons benthiques de la famille des Uranoscopidae (ordre des Perciformes). Ces espèces ressemblent à de grosses vives et, pour plusieurs d'entre elles, sont dotées d'électrocytes (ou organes électriques) situés sur le dessus de la tête et autour des yeux (voir poisson électrique).

## Description
Les poissons du genre Astroscopus présentent une tête massive, plate sur le dessus, avec les yeux placés très hauts. Quatre ou cinq épines venimeuses précèdent la nageoire dorsale. Leur coloration dorsale est brun noir, leurs flancs sont tachetés de blanc, leur ventre est gris, et leur nageoire caudale est rayée de lignes blanches bien marquées. Ils se nourrissent de petits poissons, de crustacés et invertébrés marins et vivent le long des côtes, sur des fonds de sable ou de gravier.
L'espèce Astroscopus guttatus, qui est la plus grande, peut mesurer jusqu'à 59 cm de longueur totale et peser jusqu'à 9 kg.

## Liste des espèces
Selon World Register of Marine Species (24 janvier 2024) :
- Astroscopus guttatus Abbott, 1860 - Atlantique ouest
- Astroscopus sexspinosus (Steindachner, 1876) - Atlantique sud-ouest
- Astroscopus ygraecum (Cuvier, 1829)- Atlantique ouest
- Astroscopus zephyreus Gilbert & Starks, 1897 - Pacifique est

## Classification
Le nom valide complet (avec auteur) de ce taxon est Astroscopus Brevoort (d), 1860.

## Étymologie
Le nom générique, Astroscopus, du latin astro, « étoile », et scopus, « qui regarde », fait référence à la position particulière de leurs yeux qui semblent regarder les étoiles.
On retrouve la même étymologie dans leurs noms communs français « Uranoscope » (du grec uranos, le ciel et skopein, regarder) et anglais « Stargazer » (qui observe les étoiles).